# Margaretha van Sleeswijk-Holstein-Sonderburg
Hertogin Margaretha van Sleeswijk-Holstein-Sonderburg (Haus Sandberg am Alsensund bij Sonderburg, 24 februari 1583 – Nassauischer Hof, Siegen, 10/20 april 1658), Duits: Margarethe Herzogin von Schleswig-Holstein-Sonderburg (officiële titels: Erbin zu Norwegen, Herzogin zu Schleswig, Holstein, Stormarn und der Dithmarschen, Gräfin zu Oldenburg und Delmenhorst), was een hertogin uit het Huis Sleeswijk-Holstein-Sonderburg en door huwelijk gravin van Nassau-Siegen.

## Biografie

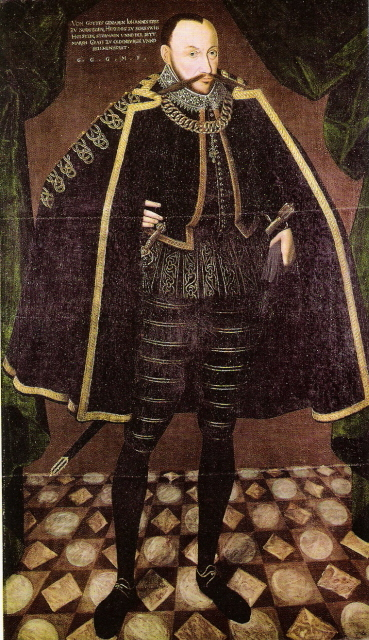
Hertog Johan ‘de Jongere’ van Sleeswijk-Holstein-Sonderburg, de vader van Margaretha.

Margaretha werd op 24 februari 1583 in Haus Sandberg am Alsensund bij Sonderburg geboren als de jongste dochter van hertog Johan ‘de Jongere’ van Sleeswijk-Holstein-Sonderburg en diens eerste echtgenote hertogin Elisabeth van Brunswijk-Grubenhagen. Margaretha’s vader was een jongere broer van koning Frederik II van Denemarken.

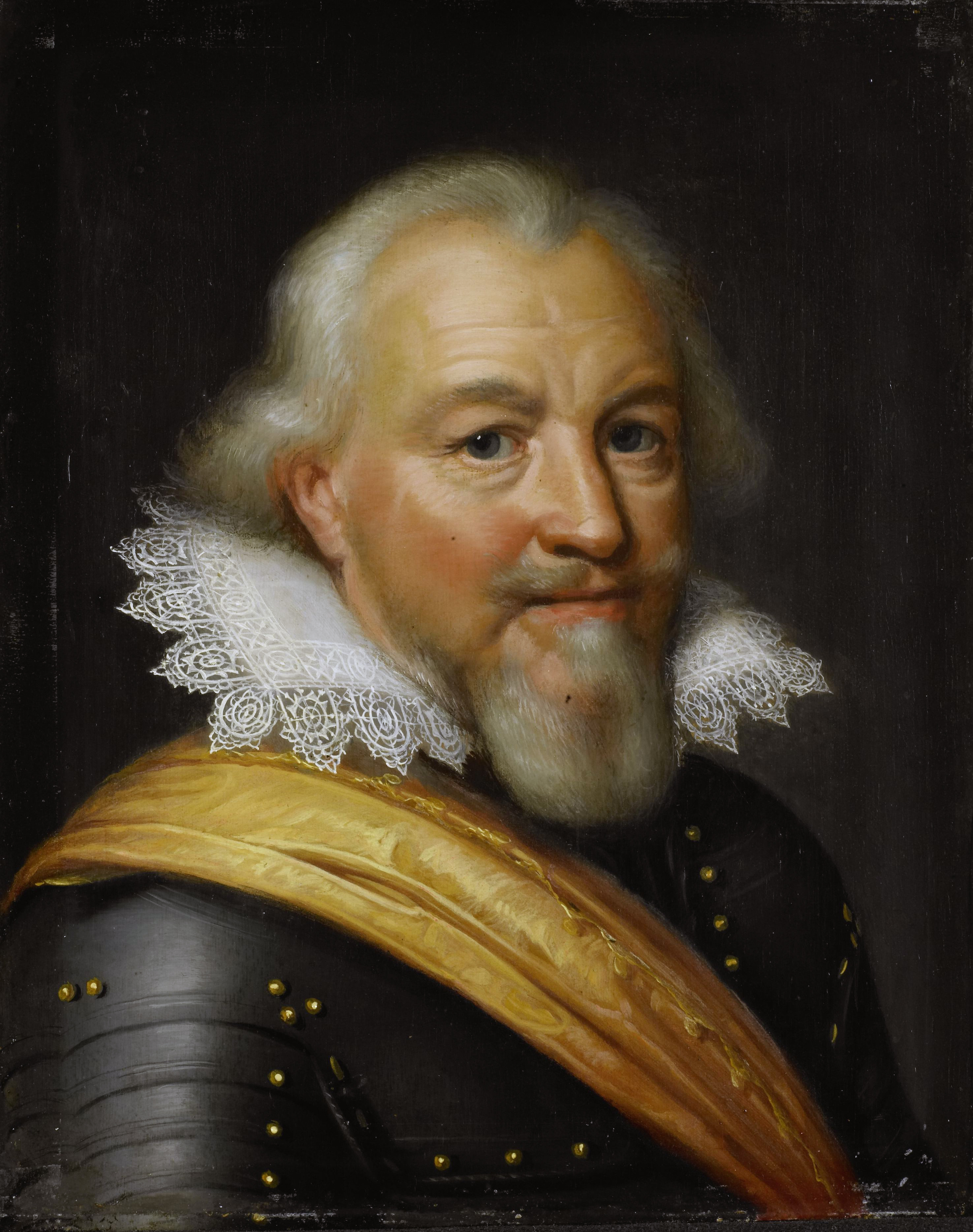
Graaf Johan VII ‘de Middelste’ van Nassau-Siegen, de echtgenoot van Margaretha. Atelier van Jan Antonisz. van Ravesteyn, ca. 1610-1620, Rijksmuseum Amsterdam.

Margaretha huwde op Slot Rotenburg op 27 augustus 1603 met graaf Johan VII ‘de Middelste’ van Nassau-Siegen (Slot Siegen, 7 juni 1561 – aldaar, 27 september 1623), de tweede zoon van graaf Johan VI ‘de Oude’ van Nassau-Siegen en diens eerste echtgenote landgravin Elisabeth van Leuchtenberg. Johan ‘de Middelste’ was weduwnaar van gravin Magdalena van Waldeck-Wildungen (1558 – Slot Idstein, 9 september 1599).
Margaretha ontmoette Johan nadat hij had gediend als opperbevelhebber van het Zweedse leger in Lijfland. Ondanks dat hij al een zoon had die een jaar ouder was dan Margaretha, huwden ze.

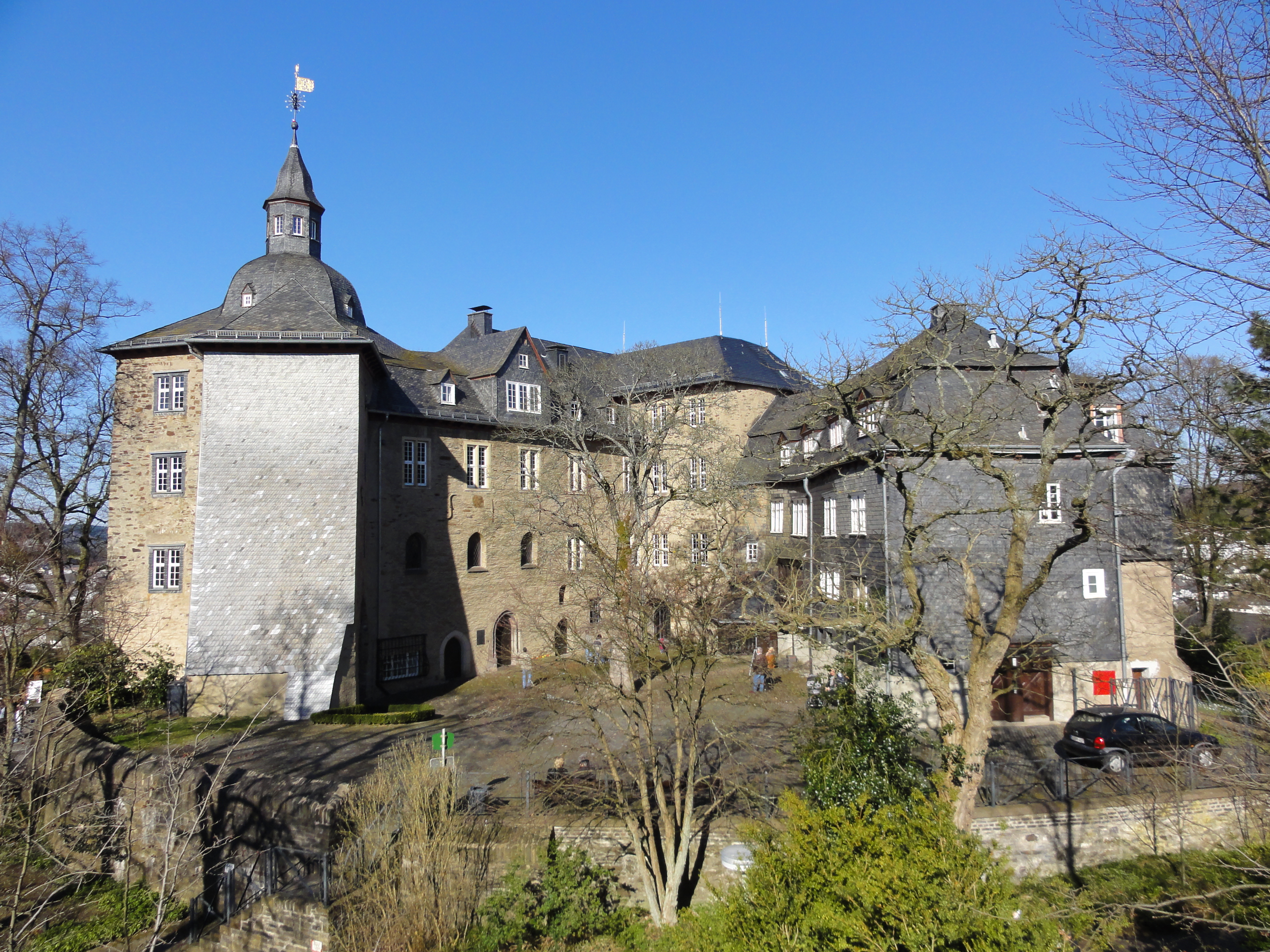
Slot Siegen in 2011.

Bij het overlijden van zijn vader op 8 oktober 1606 volgde Johan zijn vader op samen met zijn broers Willem Lodewijk, George, Ernst Casimir en Johan Lodewijk. Op 30 maart 1607 deelden de broers hun bezittingen, waarbij Johan Siegen, Freudenberg, Netphen, Hilchenbach, Ferndorf en het Haingericht verkreeg. Sinds de verdeling had Johan zijn residentie op Slot Siegen, dat rond die tijd door hem vernieuwd werd.
Johans idee om de protestantse zaak goede leiders van een volksleger te geven, was de reden voor de in 1616 in Siegen gestichte Kriegsschule, waarschijnlijk de eerste militaire academie ter wereld. De vorsten die Johan om financiële hulp vroeg, gaven hem geen stuiver. Maar ondanks dat hij door het steunen van de Nederlandse Opstand zo in de schulden zat dat hij een tijdlang overwoog zijn residentie in Siegen op te geven en bij zijn broer Willem Lodewijk te gaan wonen, richtte hij niettemin de school op. Margaretha schreef in die tijd een brief aan koning Christiaan IV van Denemarken, waarin ze vroeg om de betaling van een oude schuld. Mogelijk heeft Deens geld gediend om de Kriegsschule te openen. De Dertigjarige Oorlog brak echter zo vroeg uit dat de Kriegsschule in Siegen geen effect kon sorteren en spoedig ophield te bestaan.
Toen Johan in 1607 het graafschap Nassau-Siegen had gekregen, besloot hij dat zo’n klein land (het had ongeveer 9.000 inwoners en bracht jaarlijks ongeveer 13.000 gulden op) niet opnieuw verdeeld moest worden. Om dat te voorkomen had hij een testament gemaakt, waarin stond dat alleen de oudste zoon zou regeren, en de andere kinderen met geld of ambten moesten worden gecompenseerd. Als een van de meest overtuigde voorvechters van het protestantisme, was het voor Johan bijzonder pijnlijk dat zijn tweede zoon, Johan ‘de Jongere’, zich in 1613 bekeerde tot de katholieke kerk. In een codicil van 8 oktober 1613 legde hij uitdrukkelijk vast dat zijn erfgenamen het land in de gereformeerde belijdenis moesten laten. Aan dit bij testament vastgestelde huisrecht veranderde de bekering van Johan ‘de Jongere’ tot het katholicisme aanvankelijk niets, omdat hij niet de oudste zoon was. Dat was namelijk Johan Ernst.
Tot grote verrassing van zijn verwanten trad Johan ‘de Jongere’ in 1617 in dienst bij de Spanjaarden en sloot zich dus aan bij de tegenstanders van het Huis van Nassau en de Republiek der Verenigde Nederlanden. In hetzelfde jaar sneuvelde zijn oudere broer Johan Ernst in dienst van de Republiek Venetië. De overgang van Johan ‘de Jongere’ naar de politieke vijand trof zijn vader even hard als destijds de bekering tot het katholicisme. Deze nieuwe situatie dwong Johan zich af te vragen of een vijand van Nassau en de Nederlanden überhaupt zijn erfgenaam kon blijven. Op 15 november 1617 verklaarde Johan zijn testament van 8 april 1607 voor ongeldig. Afschaffing van de primogenituur, d.w.z. het eerstgeboorterecht, zou echter een verdeling van het kleine land hebben betekend, en daarom verzette Johan zich tegen alle voorstellen in die richting. In plaats daarvan liet hij, in een minnelijke overeenkomst, zijn zoon op 31 december 1617 een verklaring ondertekenen, waarin deze verklaarde dat, hoewel hij zelf katholiek was en bleef, hij zijn onderdanen niet tot een andere dan de bestaande geloofsbelijdenis zou dwingen. Al zijn broers raadden Johan ‘de Middelste’ aan het eerstgeboorterecht te wijzigen, maar hij vertrouwde vast op het woord, de brief en het zegel van zijn zoon. Op 22 december 1618 stelde Johan een tweede testament op, dat de bovengenoemde toezeggingen van zijn zoon als voorwaarde had en nog steeds vasthield aan het eerstgeboorterecht. Hij stelde echter op de invoering van het ‘papendom’ de straf van onterving.
Pas toen Johan ‘de Middelste’ ervan overtuigd was geraakt dat zijn zoon onder invloed van de jezuïeten stond en dat de mogelijkheid van een katholiek gebied binnen de Nassause landen een gevaar voor de protestantse inwoners betekende, liet hij zich overhalen tot het maken van een nieuw testament. Op 3 juli 1621 stelde hij een derde testament op, waarin hij iets vastlegde dat hij tot dan toe altijd als volslagen onzinnig had beschouwd, namelijk om het kleine graafschap Nassau-Siegen, dat nauwelijks in staat was om één heer te onderhouden, in drie delen te splitsen. De drie oudste zoons, Johan ‘de Jongere’, Willem (beide zoons uit Johans eerste huwelijk) en Johan Maurits (de oudste zoon van Margaretha), zouden elk een derde deel krijgen. Het bestuur van de stad Siegen zou gemeenschappelijk voor de drie zoons blijven.
Voor Johan ‘de Jongere’ was in het derde testament dus slechts een derde van het graafschap voorzien. Op 6 augustus 1621 werd hij hiervan op de hoogte gesteld met een nauwkeurige opgave van de redenen die zijn vader tot deze stap hadden bewogen. Pas op 9 mei 1623, dat wil zeggen twee jaar later, protesteerde Johan ‘de Jongere’ hiertegen met een brief vanuit Frankfurt aan de raadsheren van Siegen. Natuurlijk had hij intussen niet stilgezeten en had hij niet geschroomd om zijn vader bij de keizer aan te klagen. Ten tijde van zijn protestbrief was hij zeker al op de hoogte van het Poenale mandatum cassatorium, dat keizer Ferdinand II enige tijd later, op 27 juni 1623, officieel uitvaardigde en waarmee Johan ‘de Middelste’ meegedeeld werd dat hij ten tijde van het opmaken van zijn derde testament als medestrijder van de vogelvrij verklaarde Winterkoning niet gerechtigd was een testament op te maken. Hij moest dit testament dus intrekken en zich binnen twee maanden voor een keizerlijk gerechtshof verantwoorden. Het heeft er alle schijn van dat Johan ‘de Jongere’ er daarna voor teruggeschrokken is het keizerlijk decreet aan zijn ernstig zieke vader te laten bezorgen.

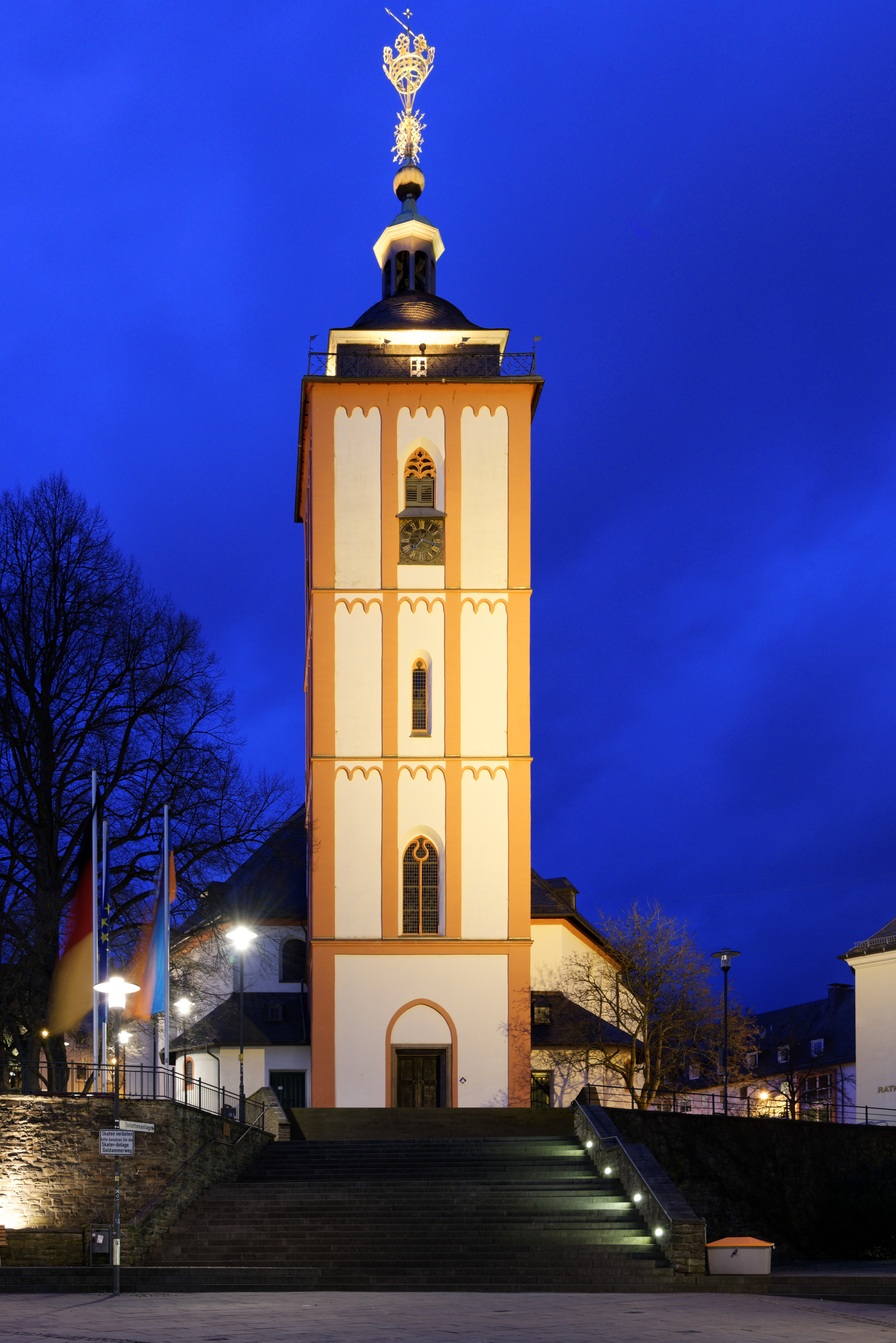
De Nicolaaskerk in Siegen in 2016.

Johan overleed korte tijd later, 62 jaar oud. Geen van de drie in het testament genoemde zoons was bij het overlijden van hun vader aanwezig. Op 13 oktober arriveerden Willem en Johan Maurits in Siegen, en op 26 oktober Johan ‘de Jongere’. Hun vader werd op 5/15 november 1623 begraven in de Nicolaaskerk in Siegen. Daar had hij voor de door hem gestichte dynastie de bouw van een waardige begraafplaats gepland. Hiervoor bestaan opmerkelijke aantekeningen in het Latijn, deels in elegische verzen, voor een geprojecteerd gedenkteken en begraafplaats van de landsheerlijke familie uit de tijd rond 1620 met de naamgeving van alle 25 kinderen uit zijn twee huwelijken, met ook details over geboorte, huwelijk en overlijden van zijn familieleden. Aangezien het project niet werd uitgevoerd, vonden de begrafenissen van de leden van de familie tussen 1607 en 1658 plaats in de ontoereikende grafkelder onder het koor van de genoemde parochiekerk.
Iedereen wist dat er ruzie zou komen bij de voorlezing van het testament op 11 december 1623. Johan ‘de Jongere’ liet het keizerlijke decreet voorlezen, en toen zijn broers daar niet erg van onder de indruk waren, zei hij bij het opstaan: ‘Der Kaiser wird uns scheiden!’. Hij had de voorzorg genomen om een volgend keizerlijk decreet van 20 november 1623 te verkrijgen tegen gravin-weduwe Margaretha en haar zoons, waarin de keizer ten strengste verbood om Johans regeringsaanvaarding, zijn inbezitneming van het land en zijn huldiging te belemmeren. Johan ‘de Jongere’ kon op 12 januari 1624 de huldiging van de stad Siegen aanvaarden, maar alleen omdat hij tevoren in een hevige sneeuwstorm heimelijk een eskadron geselecteerde ruiters door de kasteelpoort (dus niet door een stadspoort) de stad had binnengelaten, zodat zij door de stadswachten niet gezien of gehoord konden worden.
Johan ‘de Jongere’ kreeg dus de hele erfenis. Maar op 13/23 januari 1624 stond Johan ‘de Jongere’ vrijwillig de soevereiniteit over het ambt Hilchenbach met de Burcht Ginsburg en enkele plaatsen die tot de ambten Ferndorf en Netphen behoorden, aan Willem af. Voortaan had het graafschap Nassau-Siegen, tot 1645, twee regeringen, de ene in Siegen, de andere in Hilchenbach. Voor een korte periode (1632–1635) onderging deze situatie echter een tijdelijke verandering: tijdens de Dertigjarige Oorlog kwamen zijn broers, die aan protestantse zijde vochten, in opstand tegen Johan ‘de Jongere’.
Graaf Lodewijk Hendrik van Nassau-Dillenburg trad op 1 december 1631 in dienst van koning Gustaaf II Adolf van Zweden, die op 24 juni 1630 in Duitsland was geland om ten gunste van de protestanten in te grijpen in de Dertigjarige Oorlog. Margaretha wendde zich door bemiddeling van Lodewijk Hendrik tot Gustaaf Adolf en vroeg om hulp tegen de machinaties van haar stiefzoon Johan. Bijgevolg zond de Zweedse koning op 14 februari 1632 vanuit Frankfurt een bevel aan Lodewijk Hendrik om zijn verwant Johan Maurits militaire steun te verlenen. Lodewijk Hendrik bezette toen de stad Siegen met zijn regiment bestaande uit Nederlandse en Zweedse soldaten. Een dag later, op 29 februari, arriveerden Johan Maurits en zijn broer Hendrik in Siegen. Zoals acht jaar eerder Johan ‘de Jongere’ zijn ruiterij in reserve had gehouden, zo onderhandelden nu Johan Maurits en Hendrik, gesteund door de aanwezigheid van het Zweedse regiment, met de burgers, die zich gebonden voelden door de eed die zij aan Johan ‘de Jongere’ hadden gezworen. Op 4 maart, na lange en moeizame onderhandelingen, huldigden de burgers Johan Maurits en Hendrik. Johan Maurits verkreeg voor zichzelf niet alleen het ambt Freudenberg, dat zijn vader in het testament van 1621 voor hem bestemd had, maar ook Netphen, dat in hetzelfde testament voor Johan ‘de Jongere’ bestemd was. Willem werd niet alleen bevestigd in het bezit van Hilchenbach, maar kreeg ook Ferndorf en Krombach, zoals het testament van zijn vader had bepaald. De stad Siegen bracht alleen hulde aan Willem en Johan Maurits, die pas in 1635 hun oudere broer Johan ‘de Jongere’ weer tot de mede-soevereiniteit toelieten. Deze herstelde echter spoedig de oude orde: in 1636 werd hij opnieuw de enige eigenaar van de bezittingen van zijn vader, met uitzondering van Hilchenbach, dat hij aan Willem liet, en bestuurde hij de stad Siegen weer alleen. Johan Maurits werd opnieuw uitgesloten van de soevereiniteit over het graafschap. In 1642 erfde hij echter het grondgebied van zijn broer Willem, overeenkomstig het testament van zijn vader.
Johan ‘de Jongere’ overleed op 27 juli 1638 in Ronse. Zijn enige zoon Johan Frans Desideratus werd op 28 juli 1627 in Nozeroy geboren. Hij deed verschillende pogingen om het gehele Siegerland te verkrijgen. In 1646 bezocht hij de keizer in Wenen om te protesteren tegen de inbezitneming van het graafschap door zijn oom Johan Maurits. Die had, na zijn terugkeer uit Brazilië, op 22 januari 1645 met zijn broers George Frederik en Hendrik en met 80 man gevolg met geweld Slot Siegen bezet, en had op 15 februari de hernieuwde huldiging van de burgers ontvangen, zij het ditmaal slechts voor twee derde van het graafschap. Johan Maurits wilde zich, om een einde te maken aan het voortdurende geruzie, strikt houden aan het testament van zijn vader uit 1621 en zijn neef Johan Frans Desideratus het hem toekomende derde deel laten. Reeds voor zijn vertrek naar Brazilië had hij zijn onderdanen op 25 oktober 1635 uitdrukkelijk gemachtigd de toen nog levende Johan ‘de Jongere’ als medelandsheer te erkennen. In 1645 deed Johan Maurits afstand van zijn rechten op het ambt Freudenberg, verleend bij het testament uit 1621, ten gunste van zijn broer George Frederik. Johan Frans Desideratus had in Wenen bij de keizer geen succes, en twee jaar later bekrachtigde keizer Ferdinand III tijdens het Congres van Westfalen het zo heftig betwiste testament van Johan ‘de Middelste’ uit 1621. Daarmee bleef voor Johan Frans Desideratus alleen het katholieke derde deel over, dat nu nog bekend staat als Johannland. De beide andere derde delen verenigde Johan Maurits in zijn hand, omdat zijn broer Willem al was overleden en hem zijn derde deel had nagelaten, en George Frederik in 1649 al zijn rechten aan Johan Maurits afstond. Het was dus deze laatste die het ambt Freudenberg bleef beheren.
Margaretha overleed op 10/20 april 1658 in de Nassauischer Hof in Siegen. Ze werd op 18/28 april 1658 begraven onder het koor van de Nicolaaskerk aldaar. Op 29 april 1690 werden Margaretha en Johan overgebracht naar de Fürstengruft aldaar.

## Kinderen
Uit het huwelijk van Margaretha en Johan werden de volgende kinderen geboren:
1. Johan Maurits (Slot Dillenburg, 18 juni 1604[noot 9] – Berg und Tal bij Kleef, 10/20 december 1679[noot 10]), was onder meer kapitein-admiraal-gouverneur-generaal van Nederlands-Brazilië 1636-1644, stadhouder van Kleef, Mark, Ravensberg en Minden sinds 1647, grootmeester van de Johannieter Orde sinds 1652 en Eerste Veldmaarschalk van het Staatse leger 1668-1674. Werd in 1645 graaf in ⅔ deel van het graafschap Nassau-Siegen en werd in 1652 verheven tot rijksvorst.
2. George Frederik Lodewijk (Slot Dillenburg, 23 februari 1606 – Bergen op Zoom, 2 oktober 1674[noot 11]), was onder meer commandeur van Rijnberk en gouverneur van Bergen op Zoom. Werd in 1664 verheven tot prins. Huwde in Den Haag[noot 12] op 4 juni 1647 met prinses Mauritia Eleonora van Portugal[noot 13] (gedoopt Delft, 10 mei 1609 – Bergen op Zoom, 15 juni 1674[noot 14]).
3. Willem Otto (Slot Dillenburg, 23 juni 1607 – bij Wolfenbüttel, 14 augustus 1641[noot 15]), was officier in het Zweedse leger.
4. Louise Christina (Slot Siegen, 8 oktober 1608 – Château-Vilain bij Sirod (Jura), 29 december 1685Greg.[noot 16]), huwde in Nozeroy op 4 juli 1627 met Philippe François de Joux dit de Watteville (ca. 1605 – Bletterans, 1636), markies van Conflans, graaf van Bussolin.
5. Sophia Margaretha (Slot Siegen, 16 april 1610 – Kasteel Wisch, Terborg, 8/18 mei 1665[noot 17]), huwde op Kasteel Wisch in Terborg op 13 januari 1656[noot 18] met graaf George Ernst van Limburg-Stirum (Botmurde, 29 augustus 1593 – september 1661), graaf van Bronckhorst, heer van Wisch, Lichtenvoorde en Wildenborch.
6. Hendrik (Slot Siegen, 9 augustus 1611[noot 19] – Hulst, 27 oktober/7 november 1652[noot 20]), was onder meer kolonel in het Staatse leger, gouverneur van Hulst en gezant namens de Staten-Generaal. Huwde op Kasteel Wisch in Terborg op 19/29 april 1646[noot 21] met gravin Maria Magdalena van Limburg-Stirum[noot 22] (1632[noot 23] – Nassauischer Hof, Siegen, 27 december 1707[noot 24]).
7. Maria Juliana (Slot Siegen, 14 augustus 1612[noot 25] – Neuhaus an der Elbe, 21 januari 1665Jul.[noot 26]), huwde in Treptow op 13 december 1637[noot 27] met hertog Frans Hendrik van Saksen-Lauenburg (9 april 1604 – 26 november 1658).
8. Amalia (Slot Siegen, 2 september 1613[noot 28] – Sulzbach, 24 augustus 1669Greg.[noot 29]), huwde eerst in Alt-Stettin op 23 april 1636[noot 30] met Herman Wrangel af Salmis[noot 31] (in Lijfland, 29 juni 1587 – Riga, 11 december 1643) en hertrouwde in Stockholm op 27 maart 1649[noot 32] met paltsgraaf Christiaan August van Sulzbach (Sulzbach, 26 juli 1622 – aldaar, 23 april 1708).
9. Bernhard (Slot Siegen, 18 november 1614 – aldaar, 6 januari 1617Jul.[noot 33]).
10. Christiaan (Slot Siegen, 16 juli 1616 – bij Düren, 1/11 april 1644[noot 34]), was kolonel in het keizerlijke leger. Huwde ca. 1641 met Anna Barbara von Quadt-Landskron zu Rheinbach.
11. Catharina (Slot Siegen, 1 augustus 1617 – Nassauischer Hof, Siegen, 31 augustus 1645).
12. Johan Ernst (Slot Siegen, 8 november 1618Jul.[noot 35] – São Salvador da Bahia de Todos os Santos, Brazilië, 23 november 1639), was zeeofficier aan boord van de ‘Alkmaar’.
13. Elisabeth Juliana (Slot Siegen, 1 mei 1620Jul.[noot 36] – Wesel, 13 mei 1665), huwde in de Nassauischer Hof in Siegen op 9/19 augustus 1647 met graaf Bernhard van Sayn-Wittgenstein-Berleburg-Neumagen (30 november 1620 – Slot Ghoor, 13 december 1675).

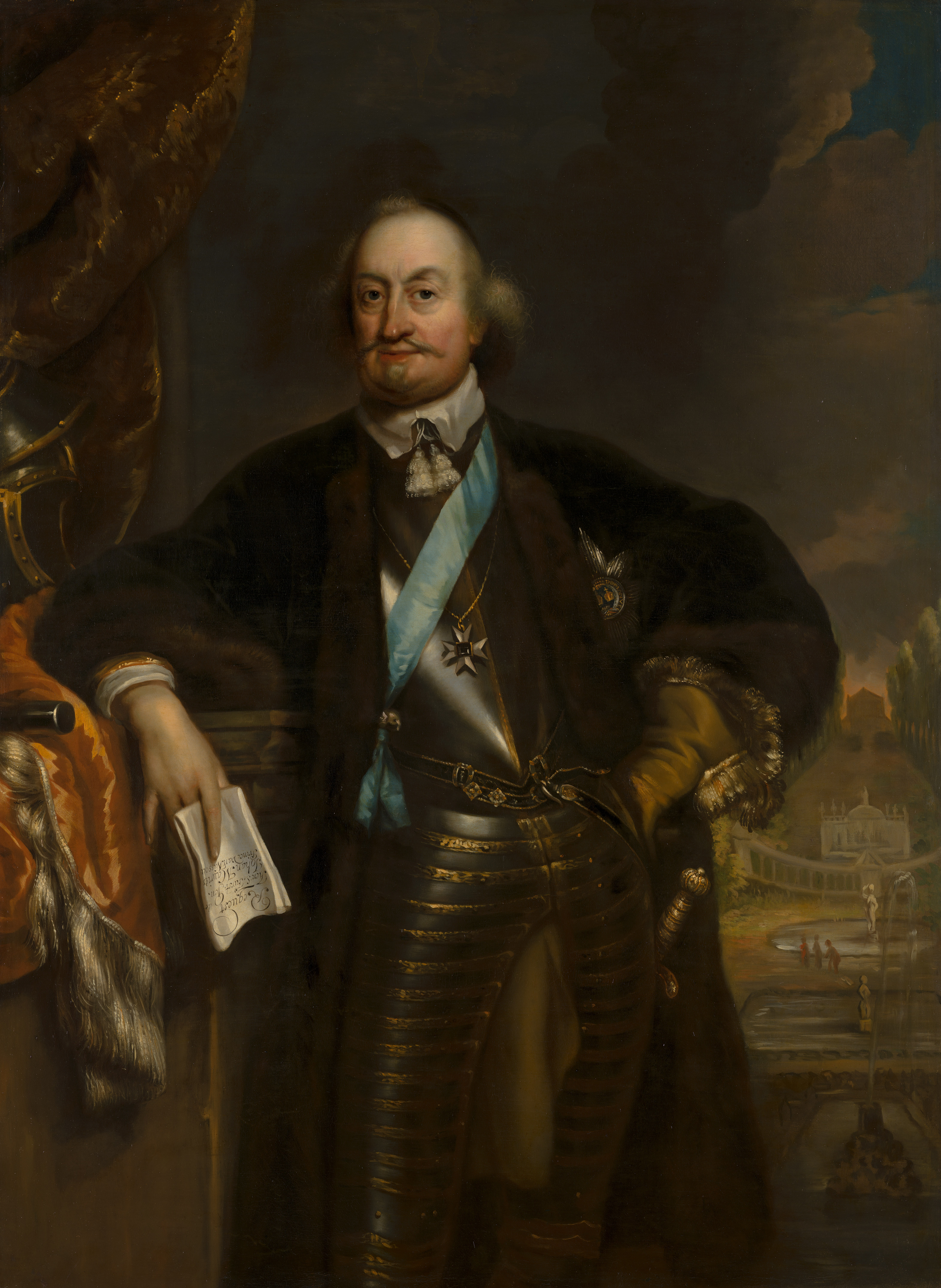
Vorst Johan Maurits van Nassau-Siegen (1604-1679).
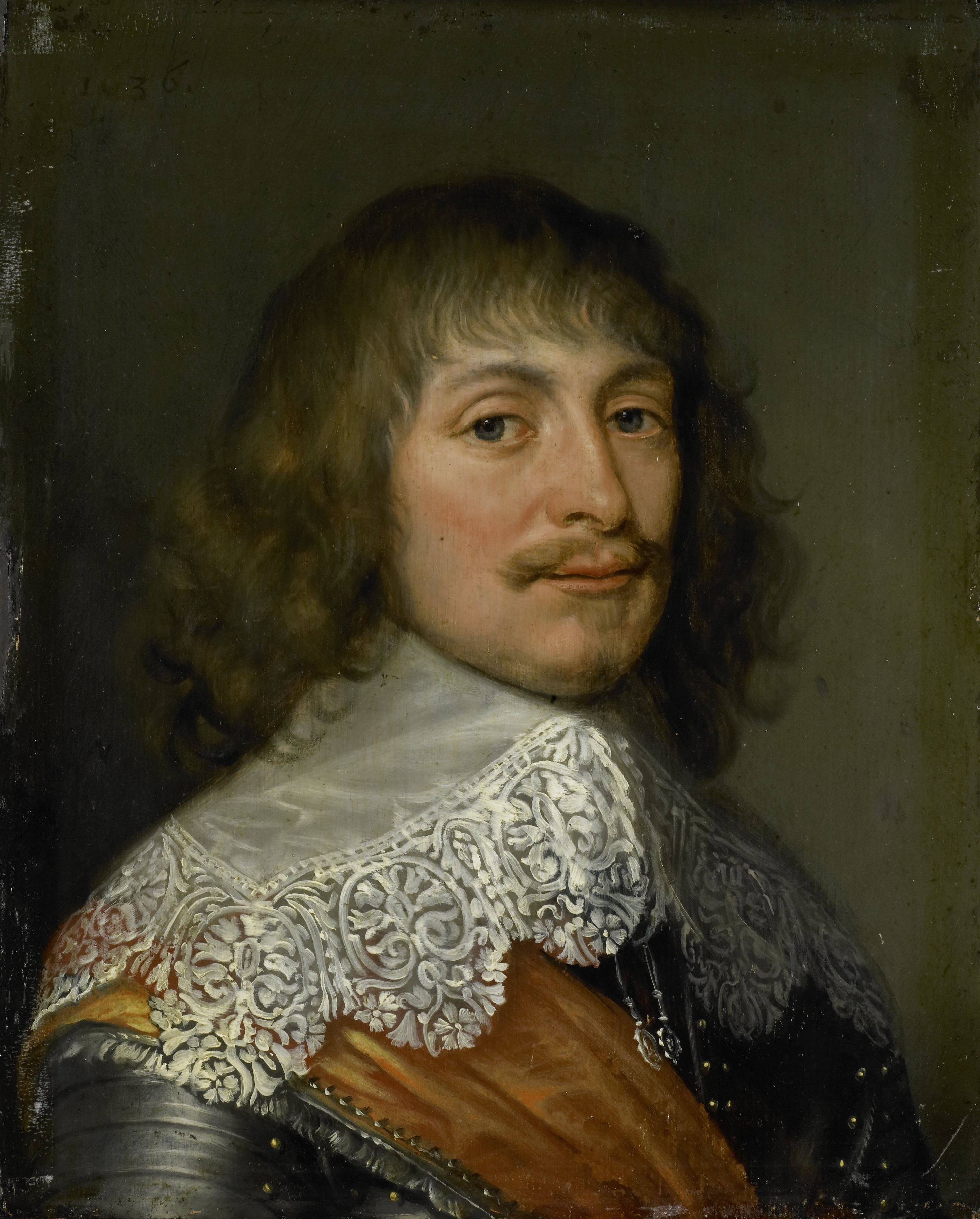
Prins George Frederik van Nassau-Siegen (1606-1674).
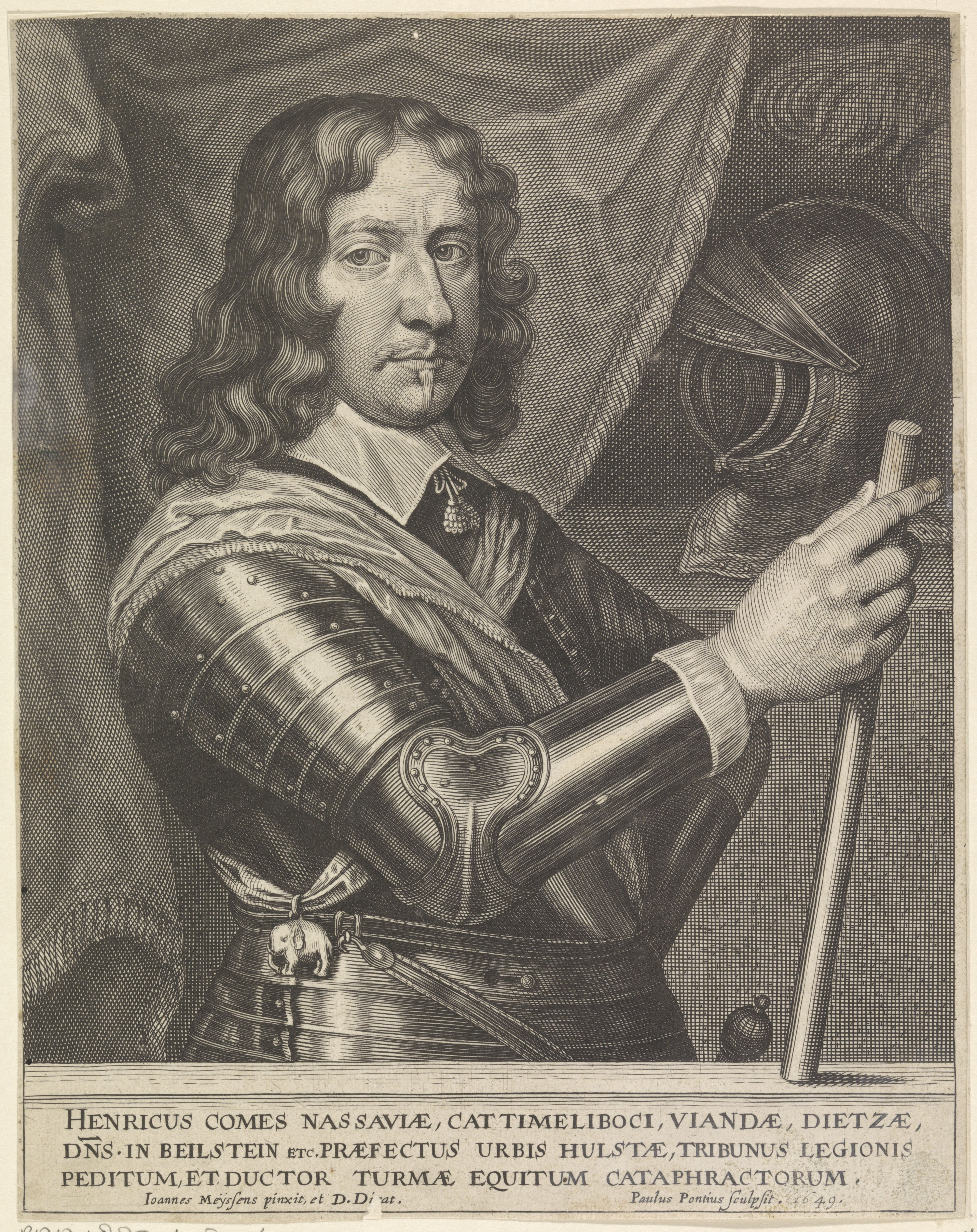
Graaf Hendrik van Nassau-Siegen (1611-1652).
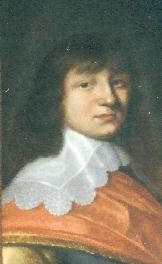
Graaf Johan Ernst van Nassau-Siegen (1618-1639).

## Voorouders
| Voorouders van Margaretha van Sleeswijk-Holstein-Sonderburg | Voorouders van Margaretha van Sleeswijk-Holstein-Sonderburg                                                             | Voorouders van Margaretha van Sleeswijk-Holstein-Sonderburg                                                             | Voorouders van Margaretha van Sleeswijk-Holstein-Sonderburg                                                             | Voorouders van Margaretha van Sleeswijk-Holstein-Sonderburg                                                             | Voorouders van Margaretha van Sleeswijk-Holstein-Sonderburg                                                             | Voorouders van Margaretha van Sleeswijk-Holstein-Sonderburg                                                             | Voorouders van Margaretha van Sleeswijk-Holstein-Sonderburg                                                             | Voorouders van Margaretha van Sleeswijk-Holstein-Sonderburg                                                             |
| ----------------------------------------------------------- | --- | --- | --- | --- | --- | --- | --- | --- |
| Betovergrootouders                                          | Christiaan I van Denemarken (1426–1481) ⚭ 1449 Dorothea van Brandenburg (1430–1495)                                     | Johan Cicero van Brandenburg (1455–1499) ⚭ 1476 Margaretha van Saksen (1449–1501)                                       | Johan V van Saksen-Lauenburg (1439–1507) ⚭ 1464 Dorothea van Brandenburg (1446–1519)                                    | Hendrik I van Brunswijk-Wolfenbüttel (1463–1514) ⚭ 1486 Catharina van Pommeren (1465–1526)                              | Albrecht II van Brunswijk-Grubenhagen (1419–1485) ⚭ 1471 Elisabeth van Waldeck (?–1513)                                 | Ernst II van Mansfeld (1479–1531) ⚭ 1500 Barbara van Querfurt (?–1511)                                                  | Bogislaw X ‘de Grote’ van Pommeren (1454–1523) ⚭ 1491 Anna van Polen (1476–1503)                                        | Filips ‘de Oprechte’ van de Palts (1448–1508) ⚭ 1474 Margaretha van Beieren (1456–1501)                                 |
| Overgrootouders                                             | Frederik I van Denemarken (1471–1533) ⚭ 1502 Anna van Brandenburg (1487–1514)                                           | Frederik I van Denemarken (1471–1533) ⚭ 1502 Anna van Brandenburg (1487–1514)                                           | Magnus I van Saksen-Lauenburg (?–1543) ⚭ 1509 Catharina van Brunswijk-Wolfenbüttel (?–1563)                             | Magnus I van Saksen-Lauenburg (?–1543) ⚭ 1509 Catharina van Brunswijk-Wolfenbüttel (?–1563)                             | Filips I van Brunswijk-Grubenhagen (ca. 1476–1551) ⚭ 1517 Catharina van Mansfeld (1501–1535)                            | Filips I van Brunswijk-Grubenhagen (ca. 1476–1551) ⚭ 1517 Catharina van Mansfeld (1501–1535)                            | George I van Pommeren (1493–1531) ⚭ 1513 Amalia van de Palts (1490–1524)                                                | George I van Pommeren (1493–1531) ⚭ 1513 Amalia van de Palts (1490–1524)                                                |
| Grootouders                                                 | Christiaan III van Denemarken (1503–1559) ⚭ 1525 Dorothea van Saksen-Lauenburg (1511–1571)                              | Christiaan III van Denemarken (1503–1559) ⚭ 1525 Dorothea van Saksen-Lauenburg (1511–1571)                              | Christiaan III van Denemarken (1503–1559) ⚭ 1525 Dorothea van Saksen-Lauenburg (1511–1571)                              | Christiaan III van Denemarken (1503–1559) ⚭ 1525 Dorothea van Saksen-Lauenburg (1511–1571)                              | Ernst V van Brunswijk-Grubenhagen (1518–1567) ⚭ 1547 Margaretha van Pommeren (1518–1569)                                | Ernst V van Brunswijk-Grubenhagen (1518–1567) ⚭ 1547 Margaretha van Pommeren (1518–1569)                                | Ernst V van Brunswijk-Grubenhagen (1518–1567) ⚭ 1547 Margaretha van Pommeren (1518–1569)                                | Ernst V van Brunswijk-Grubenhagen (1518–1567) ⚭ 1547 Margaretha van Pommeren (1518–1569)                                |
| Ouders                                                      | Johan ‘de Jongere’ van Sleeswijk-Holstein-Sonderburg (1545–1622) ⚭ 1568 Elisabeth van Brunswijk-Grubenhagen (1550–1586) | Johan ‘de Jongere’ van Sleeswijk-Holstein-Sonderburg (1545–1622) ⚭ 1568 Elisabeth van Brunswijk-Grubenhagen (1550–1586) | Johan ‘de Jongere’ van Sleeswijk-Holstein-Sonderburg (1545–1622) ⚭ 1568 Elisabeth van Brunswijk-Grubenhagen (1550–1586) | Johan ‘de Jongere’ van Sleeswijk-Holstein-Sonderburg (1545–1622) ⚭ 1568 Elisabeth van Brunswijk-Grubenhagen (1550–1586) | Johan ‘de Jongere’ van Sleeswijk-Holstein-Sonderburg (1545–1622) ⚭ 1568 Elisabeth van Brunswijk-Grubenhagen (1550–1586) | Johan ‘de Jongere’ van Sleeswijk-Holstein-Sonderburg (1545–1622) ⚭ 1568 Elisabeth van Brunswijk-Grubenhagen (1550–1586) | Johan ‘de Jongere’ van Sleeswijk-Holstein-Sonderburg (1545–1622) ⚭ 1568 Elisabeth van Brunswijk-Grubenhagen (1550–1586) | Johan ‘de Jongere’ van Sleeswijk-Holstein-Sonderburg (1545–1622) ⚭ 1568 Elisabeth van Brunswijk-Grubenhagen (1550–1586) |